# Všeborsko
Všeborsko (německy Scheborsko) je osada, součást obce Obrubce v okrese Mladá Boleslav. Rozkládá se jihozápadně od Českého ráje, na severovýchodním okraji Mladoboleslavské kotliny asi 13 km sv. od Mladé Boleslavi, zhruba uprostřed mezi vesnicemi Lítkovice, Obrubce a Obruby (v k. ú. Obrubce), obklopena poli.

## Budovy
Nachází se zde farní kostel Nejsvětější Trojice ze 14. století (do roku 1677 zasvěcený sv. Cyrilu a Metodějovi) se hřbitovem, dřevěná zvonice, v níž je zavěšen vzácný zvon ze 60. let 17. století. Jeho reliéfní výzdobě dominuje erb Černínů z Chudenic, postavy svatých patronů a české texty, oznamující, že zvon nechal zhotovit hrabě Humprecht Jan Černín z Chudenic mladoboleslavským zvonařem Janem Picquyem. Sousoší Nejsvětější Trojice z roku 1721, pochází z kosmonoské dílny Jelínků, autorem je pravděpodobně Josef Jiří Jelínek.
Vedle kostela je budova bývalé školy (fungovala ještě počátkem 60. let 20. století) a pět obytných domů.